# Arthur Marchet
Arthur Gustav Karl Julius Marchet (* 18. September 1892 in Innsbruck; † 30. Mai 1980 in Oberalm) war ein österreichischer Mineraloge, Petrologe und Hochschullehrer, der in der Zeit des Nationalsozialismus Gaudozentenbundführer in Wien war.

## Leben
Der Sohn eines Forst- und Domänenverwalters studierte ab dem Wintersemester 1911/12  bis 1915 Naturwissenschaften und Philosophie an der Universität Wien. Ab 1914 war er als Hilfsdemonstrator am Institut für Mineralogie und Petrographie tätig. Am Ersten Weltkrieg nahm er wegen Wehruntauglichkeit nicht teil. Im Jahr 1916 promovierte er bei seinem wissenschaftlichen Mentor Friedrich Becke mit einer Dissertation mit dem Titel „Der Gabbro-Amphibolitzug vom Rehberg im niederösterreichischen Waldviertel“ zum Dr. phil. 1923 erhielt Marchet die venia legendi. Im Jahr 1932 wurde er außerordentlicher Professor am Mineralogischen Institut der Universität Wien und wurde 1940 zum ordentlichen Professor ernannt.

## Politisches Engagement im Nationalsozialismus
Marchet trat während seines Studiums 1911 dem Akademischen Gesangverein an der k. k. Universität Wien (AGV Wien), der späteren Universitätssängerschaft „Ghibellinen zu Wien“ bei. Er wurde 1932 Mitglied der NSDAP (Mitgliedsnummer 1.210.876); 1933 trat er der SA bei. Er war aktiv im Nationalsozialistischen Lehrerbund (NSLB) und leitete eine illegale Partei-Zelle während des Verbots der NSDAP von 1933 bis 1938. Am 1. April 1934 trat er zudem freiwillig der Vaterländischen Front bei.
Marchet profitierte stark von dem Anschluss Österreichs an das Deutsche Reich. 1938/39 amtierte er auf Anordnung des Reichsdozentenführers Walter Schultze (zunächst kommissarisch) als Gaudozentenbundführer von Wien. Von 1938 bis 1945 war Dozentenbundführer der Universität Wien. Marchet hatte erheblichen Einfluss auf die personelle „Säuberung“ des Lehrkörpers an den Wiener Hochschulen. Habilitationsverfahren durften nur in Beisein Marchets durchgeführt werden. Trotz gravierender Korruptionsvorwürfe und der maßgeblich aufgrund seines Amtes erfolgten Berufung als ordentlicher Professor konnte er seine Karriere fortsetzen. Im November 1939 wurde Marchet zum SA-Sturmführer und bereits ein Jahr später zum SA-Obersturmführer befördert. Im September 1940 wurde Marchet Stellvertreter des Dekans der Philosophischen Fakultät der Universität Wien und im Dezember 1940 wurde er zum Prorektor ernannt. Von 1943 bis 1945 war er außerdem Dekan der Philosophischen Fakultät der Universität Wien.

## Nachkriegszeit
Im Dezember 1944 setzte sich Marchet nach Kärnten ab. Seine universitären Ämter wurden ihm im April 1945 aberkannt. In Kärnten wurde er im Juni 1945 von britischen Militärbehörden verhaftet. Er verbrachte 18 Monate in Internierungshaft und wurde im Dezember 1947 wegen Hochverrats verurteilt. Sein Doktorgrad wurde ihm in diesem Zusammenhang aberkannt, jedoch im Mai 1950 neuerlich zuerkannt. Ein Rückkehr an die Universität war ihm bis zum Lebensende verwehrt.

## Schriften
- Zur Petrographie der vorsarmatischen Ergussgesteine bei Gleichenberg in Oststeiermark. Hölder-Pichler-Tempsky, Wien 1931.
- Über ein neues Cristobalitvorkommen bei Gleichenberg in Oststeiermark. Hölder-Pichler-Tempsky, Wien 1930.